# Route nationale 2
La Route Nationale 2 es una carretera nacional de Francia que une París y la frontera con Bélgica junto a la población de Bettignies. Anteriormente, se denominaba la Route des Flandres.
La N 2 es una carretera desdoblada en el tramo entre Le Blanc-Mesnil a Nanteuil-le-Haudouin. El trazado está desdoblado hasta Laon. El tramo que recorre el Departamento francés del Norte y el norte del Departamento de Aisne está en fase de desdoblamiento.
Su trazado fue modificado en los años 70 por la construcción del Aeropuerto de París-Charles de Gaulle, entre Le Bourget y Dammartin-en-Goële. El antiguo trazado pasaba por La Patte d'Oie de Gonesse, Roissy-en-France, Le Mesnil-Amelot y Longperrier. Entre Le Pont Yblon y La Patte d'Oie de Gonesse pasa a ser RN 17, el resto de su trazado es renombrado como RD 902 en Valle del Oise y como RD 401 en el departamento de Sena y Marne.

## Historia
La N2 se llamaba inicialmente en 1811 la route impériale 2, desde París hasta Ámsterdam atravesando Bruselas, Amberes, Breda y Utrecht. El territorio norte de la frontera actual con Bélgica fue modificado por Francia en el Congreso de Viena en 1815, por lo tanto la ruta 2 fue acortada hasta dicha línea fronteriza. En 1824 fue renombrada route royale 2, y en 1830 como route nationale 2.

## Trazado

### París - Laon
- París (Porte de la Villette)  N 2  (km 0)
- Aubervilliers (km 1)
- Pantin (km 2)
- La Courneuve (km 3)
- Le Bourget (km 5)
- Le Blanc-Mesnil (km 7)
- Dammartin-en-Goële (km 30)
- Lagny-le-Sec (km 36)
- Nanteuil-le-Haudouin (km 44)
- Péroy-les-Gombries (km 48)
- Boissy-Fresnoy (km 49)
- Lévignen (km 54)
- Gondreville (km 57)
- Vaumoise (km 60)
- Vauciennes (km 64)
- Villers-Cotterêts (km 68)
- Vertes Feuilles (Saint-Pierre-Aigle)  (km 79)
- Vauxbuin (km 88)
- Soissons (km 90)
- Crouy (km 98)
- Le Pont Rouge (Margival) (km 103)
- Vauxrain (Allemant y Vaudesson) (km 109)
- Chavignon (km 113)
- Urcel (km 116)
- Étouvelles (km 120)
- Chivy-lès-Étouvelles (km 121)
- Laon  N 2  (km 126)

### Laon - Bettignies
- Laon  N 2  (km 126)
- Chambry (km 132)
- La Maison Blanche (Barenton-Bugny) (km 136)
- Froidmont (km 143)
- Marle-sur-Serre (km 151)
- Thiernu (km 153)
- Lugny (km 156)
- Les Baraques (Saint-Gobert) (km 158)
- Gercy (km 161)
- Vervins (km 165)
- Fontaine-lès-Vervins (km 167)
- Étréaupont (km 173)
- Froidestrées (km 177)
- La Capelle-en-Thiérache (km 181)
- La Flamengrie (km 184)
- Larouillies (km 188)
- Étrœungt (km 190)
- Avesnes-sur-Helpe (km 197)
- Bas-Lieu (km 201)
- Les Trois Pavés, (Bas-Lieu, Dourlers y Semousies) (km 203)
- Le Violon (Beaufort) (km 209)
- Le Pavé (Beaufort) (km 210)
- Louvroil (km 215)
- Maubeuge (km 219)
- La Grisoëlle (Mairieux) (km 222)
- Bettignies  N 2  (km 225)
- Bois Bourdon, (Quévy)  Bélgica N 6(km 225)